# 拜罗伊特节日剧院

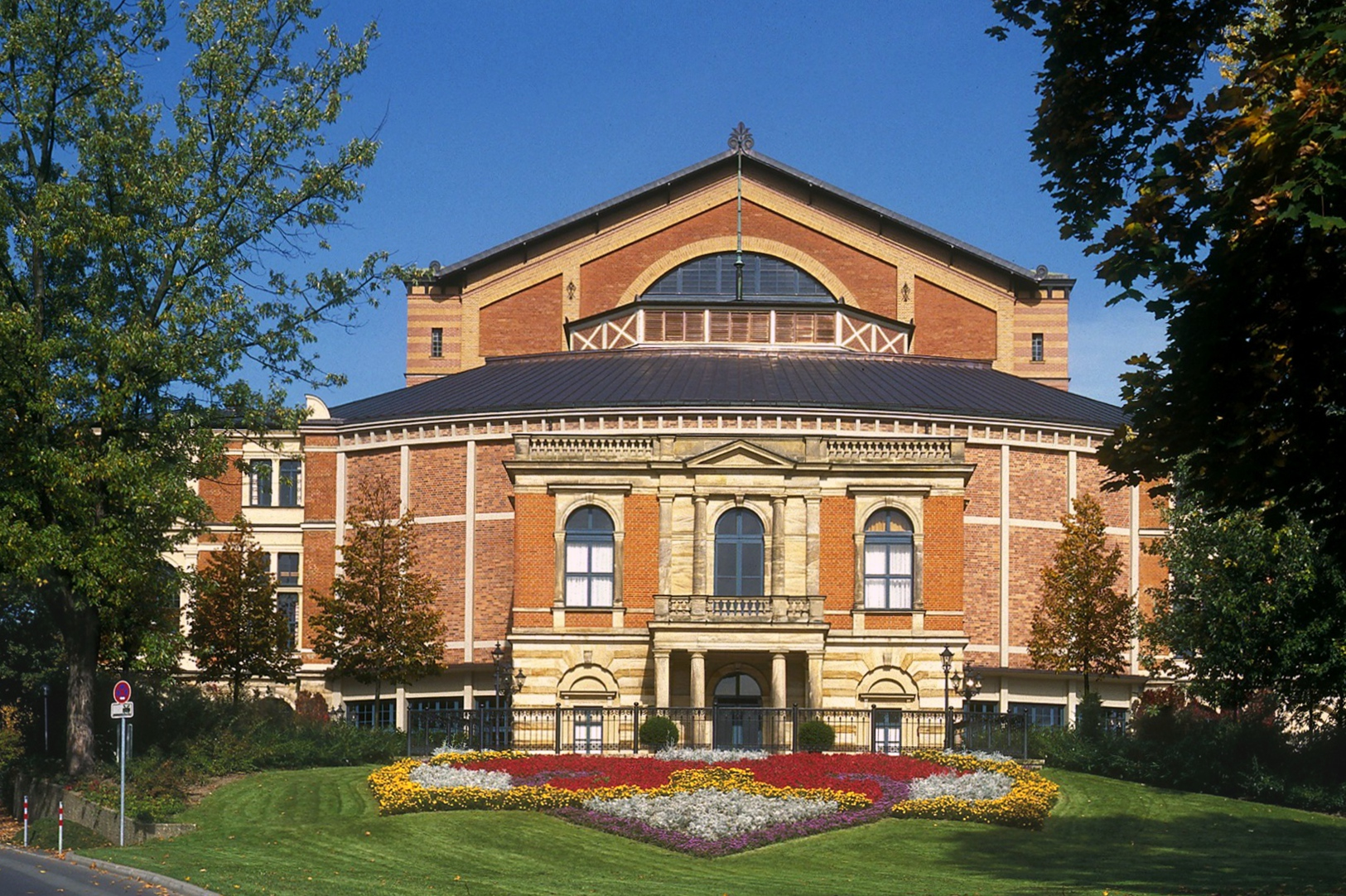
拜罗伊特节日剧院

拜罗伊特节日剧院（德語：Bayreuth Festspielhaus）为1871年理查德·瓦格纳为了上演其作品《尼伯龙根的指环》全剧，开始在德国南部小城拜罗伊特筹建专为该剧设计的歌剧院。在其保护人巴伐利亚国王路德维希二世的资助下，剧院于1876年建成。同年8月，上演揭幕剧《尼伯龙根的指环》的前夜剧《莱茵的黄金》，德皇威廉一世、巴西皇帝佩德罗二世、巴伐利亚国王路德维希二世、音乐家布鲁克纳、格里格、柴可夫斯基、李斯特均受邀观赏该剧。当时该剧获得空前成功，剧院也名声大噪。
该剧院拥有1,800个观众席，整体设计全面照顾《尼伯龙根的指环》，以使其达到最佳的演出效果。而且该剧院也是著名的拜罗伊特音乐节的演出场所，仅仅上演瓦格纳剧目，这在全世界也是绝无仅有的。
劇院具備良好的聲學效果，名列世界百大廳院之一。 Festspielhaus 可容纳 1,925 人，容量为 10,000 立方米。

## 多媒體

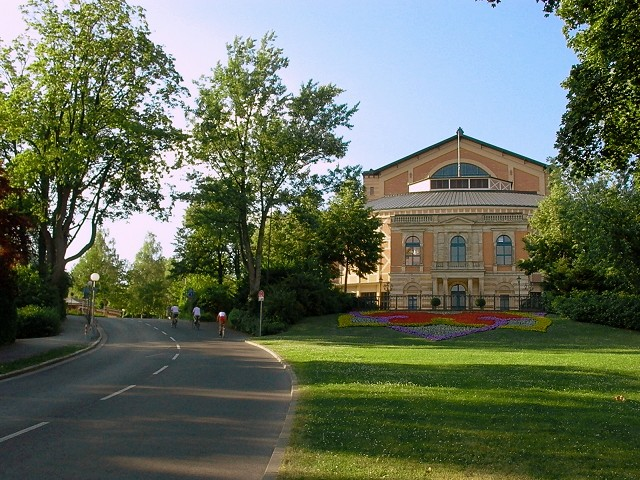
车道
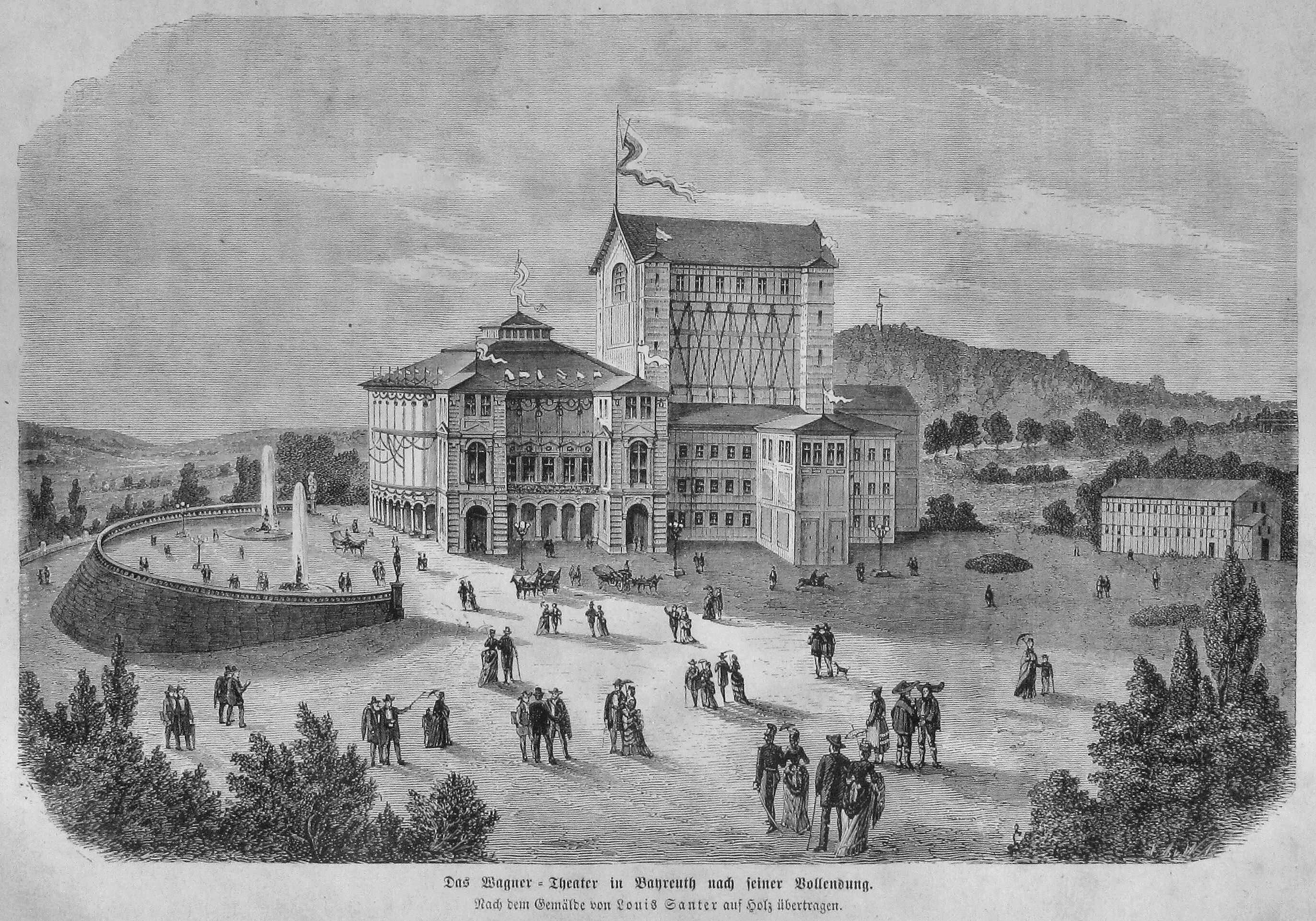
视图1873
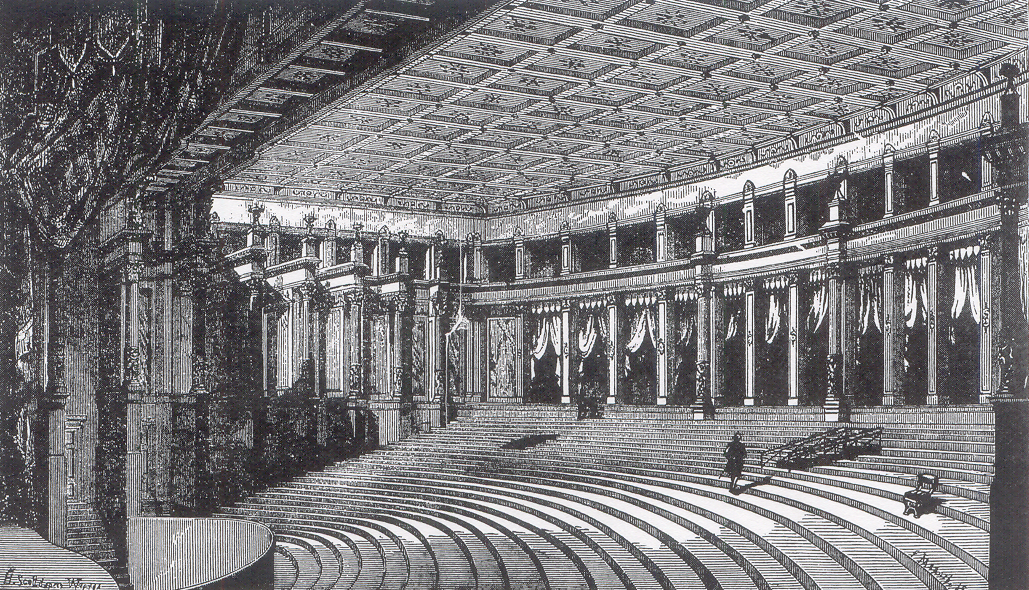
礼堂1876
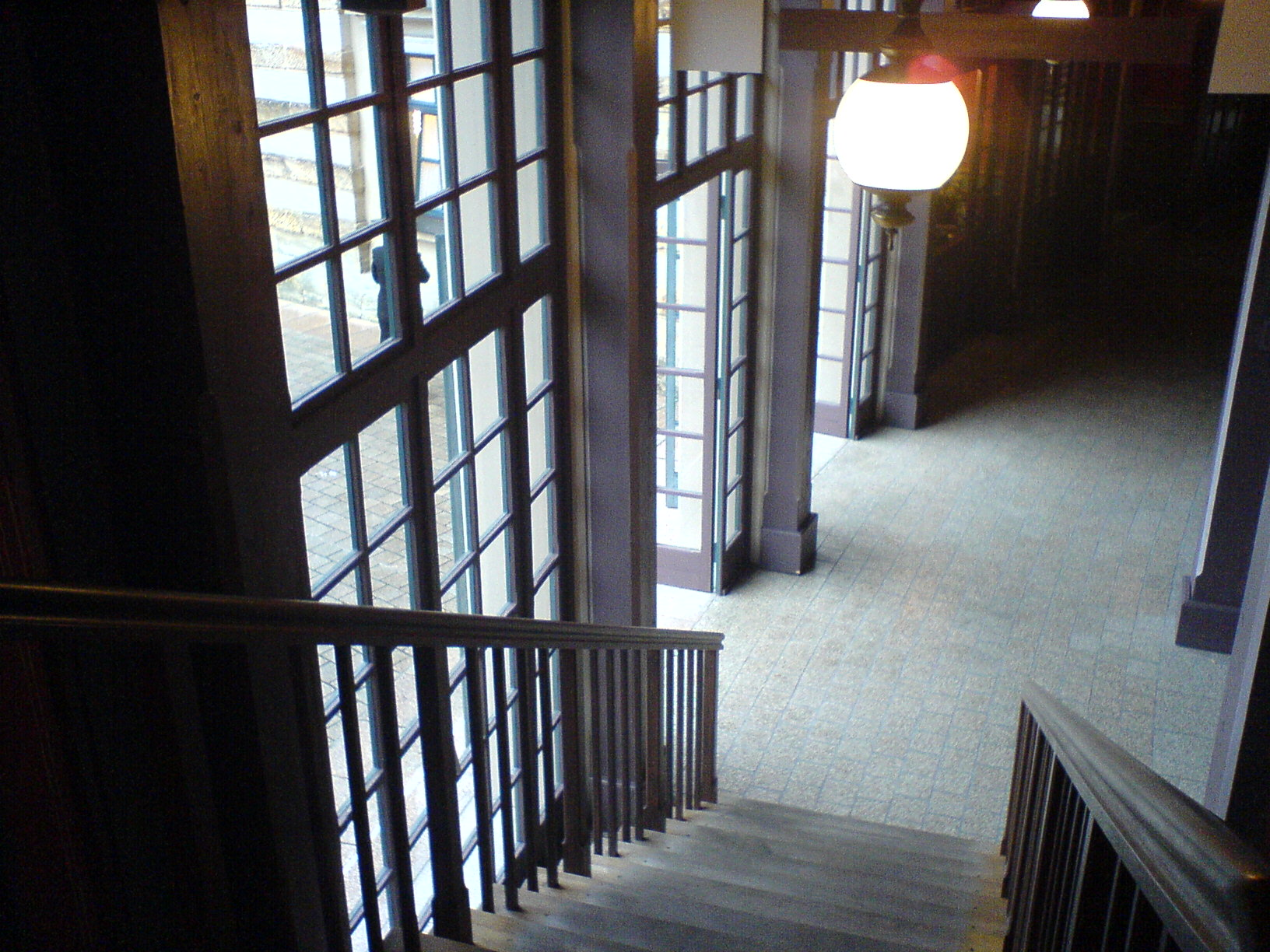
门厅